# Stenandrium lyoni
Stenandrium lyoni är en akantusväxtart som beskrevs av J. R. Johnston. Stenandrium lyoni ingår i släktet Stenandrium och familjen akantusväxter. Inga underarter finns listade i Catalogue of Life.